# Kodachadri
Kodachadri és una muntanya de Karnataka, districte de Mysore d'una altura de 1.367 metres, coberta de gran vegetació; al cim hi ha un pas estret amb precipici per als dos costats; al peu del costat oest hi ha la jungla de Kanara. A la muntanya hi havia el temple de Huli Deva o Déu Tigre amb 32 braços.